# Citronnier
citrus×limon
Espèce
Classification APG III (2009)
Le citronnier, Citrus × limon, est une espèce de petits arbres de la famille des Rutacées, cultivée dans les régions méditerranéennes et subtropicales pour son fruit le citron, dont le jus est utilisé principalement comme condiment. L'origine de l'espèce est un hybride entre le cédratier et le bigaradier.

## Noms communs
Citronnier, limonier. En allemand : Zitronenbaum, en anglais : lemon (qui est également le nom du fruit), ou lemon tree, en espagnol : limonero, en italien : limone (nom de l'arbre ou du fruit), tout du persan : līmūn.

## Historique
L'origine du citronnier est longtemps restée inconnue, notamment en raison de son polymorphisme et de sa diversité inter-variétale. Les chercheurs situaient son ancêtre sauvage dans la région d'Assam, la région indo-birmane ou en Chine. Des études phylogénétiques en 2000 montrent qu'il est né en Méditerranée et est issu d'un hybride entre le bigaradier (l'oranger amer) et le cédratier vers le Ve millénaire av. J.-C..
Le citronnier servait à l'origine de plante ornementale dans les jardins de plaisance au Moyen Âge, notamment les jardins islamiques. Le citron est progressivement introduit dans l'alimentation médiévale où il est utilisé comme fonds acides destinés essentiellement aux aménagements de légumes crus ou d'assaisonnement de toute nourriture au même titre que le verjus, le vinaigre ou le jus d'orange. Il est cependant probable qu'il ait servi de technique de conservation de la viande par l'acide depuis l'Antiquité.

## Description
C'est un arbre à feuilles persistantes, oblongues et lancéolées, à limbe nettement articulé avec le pétiole habituellement non ailé. Il peut vivre entre 50 et 80 ans. Ses fleurs ont des pétales blanc violacé, ses axillaires sont réunies en petits groupes.
Adulte, il atteint une hauteur de 3 à 5 m.
Les fruits sont oblongs, pointus de 8  à   12 cm de long, de couleur d'abord verte virant au jaune citron à maturité, à pulpe acide et à écorce épaisse contenant une essence à odeur forte. Ils contiennent quelques graines à cotylédons blancs.
Certains citronniers dits « variegata » ont des feuilles panachées et produisent des citrons présentant des panachures durant la phase de mûrissement. Les fleurs et la chair des fruits sont roses.

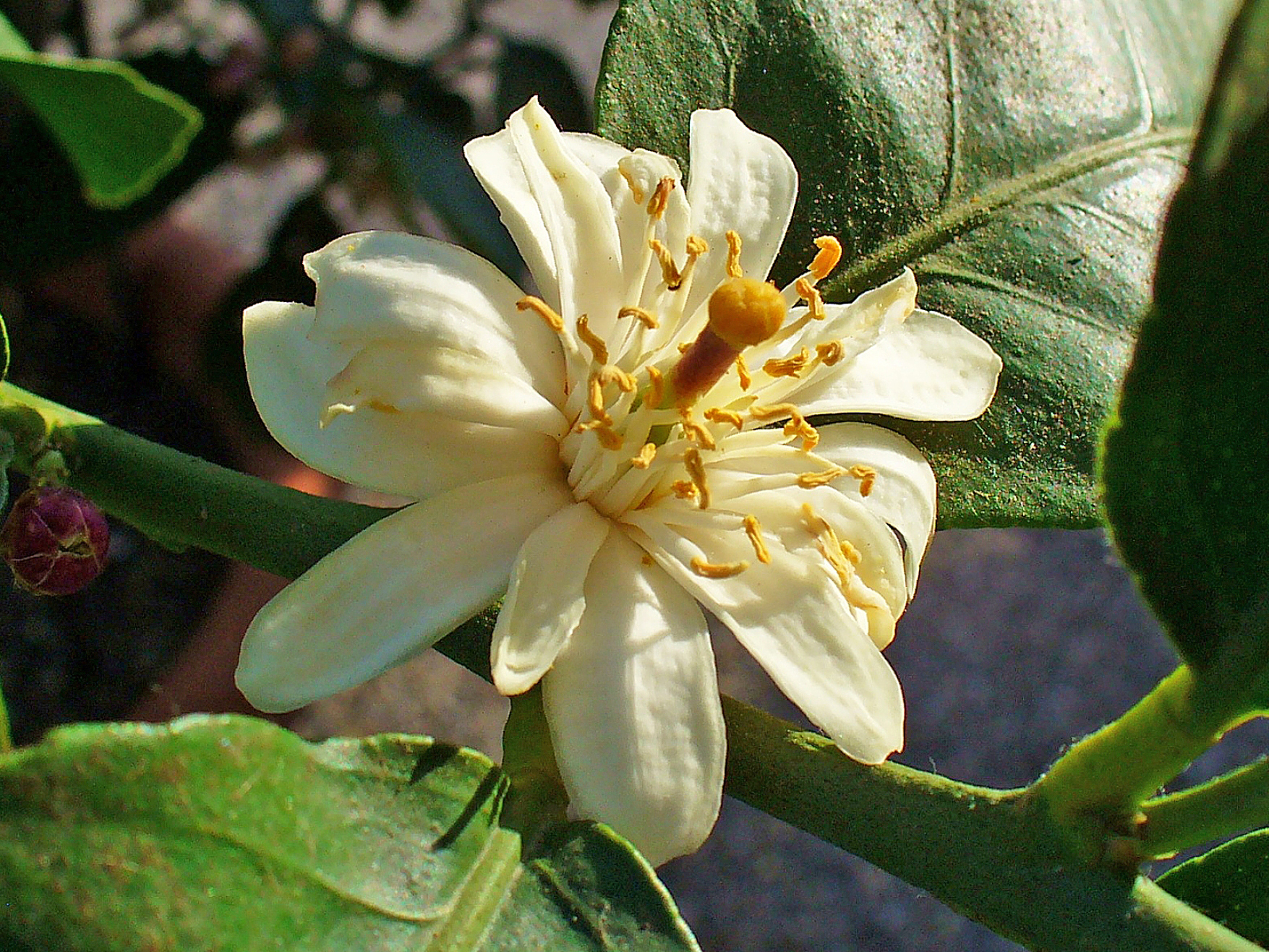
Fleur de citronnier.
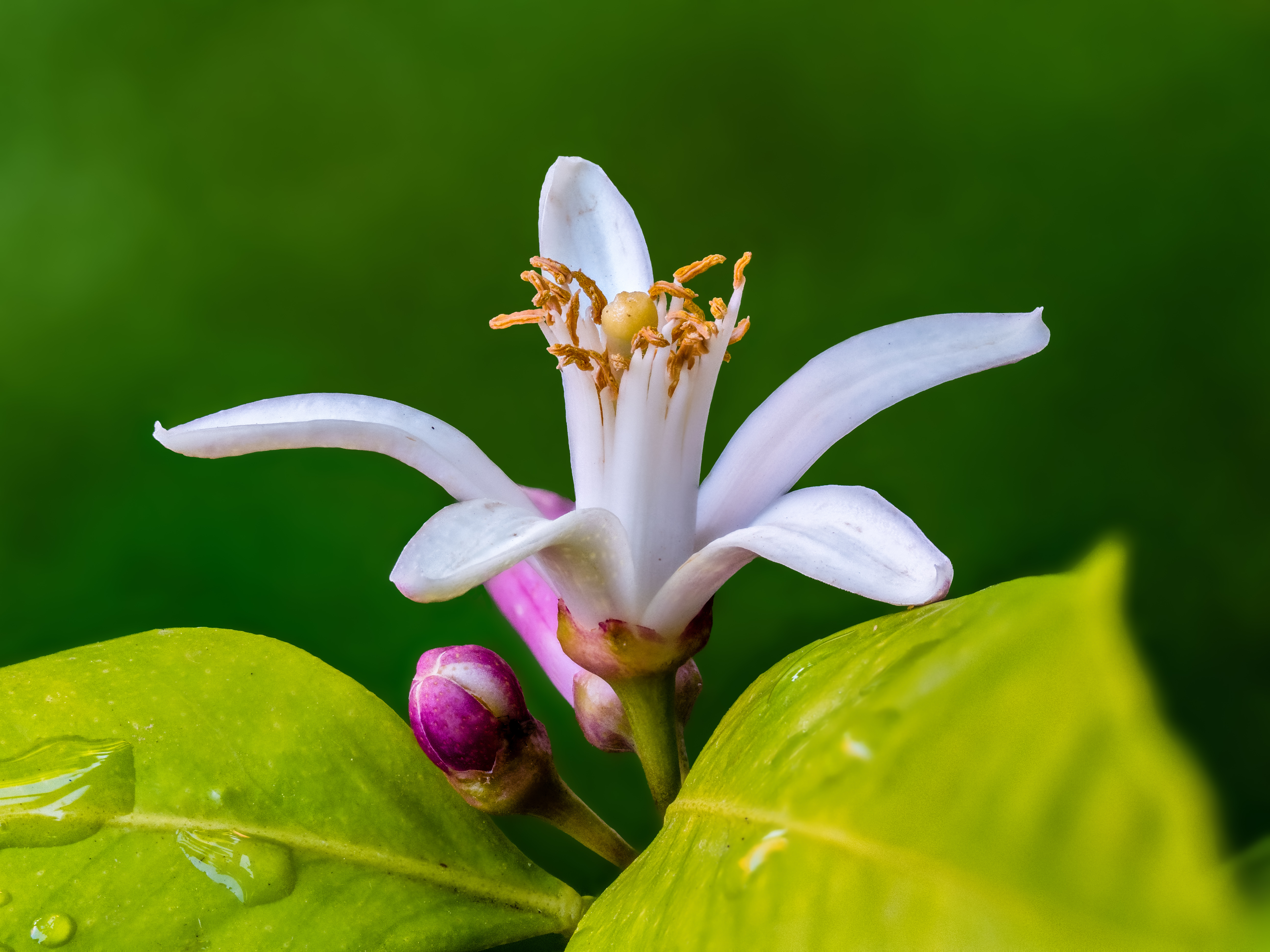
Fleurs de citronnier, l'une ouverte et l'autre fermée. Juin 2019.
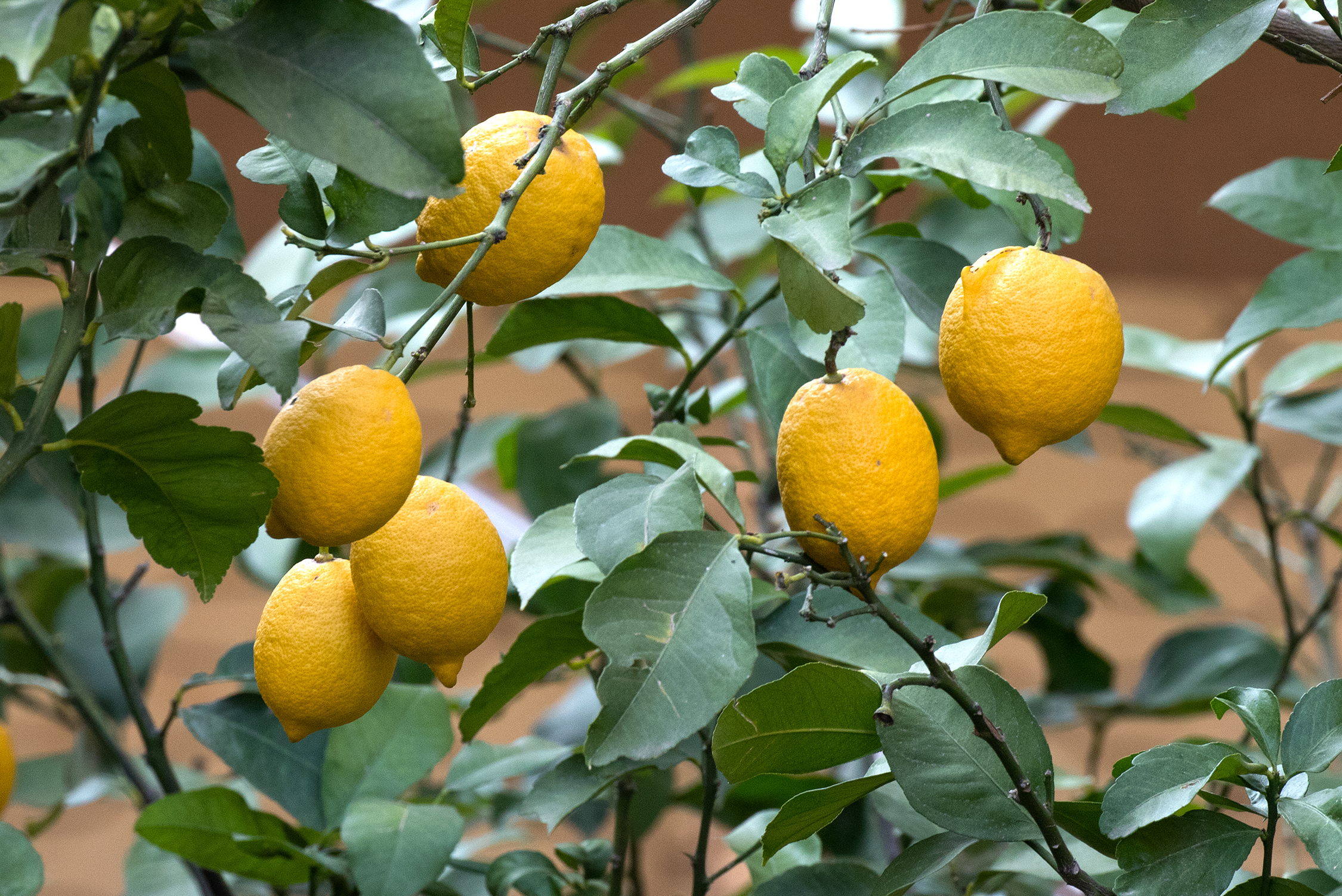
Citronnier
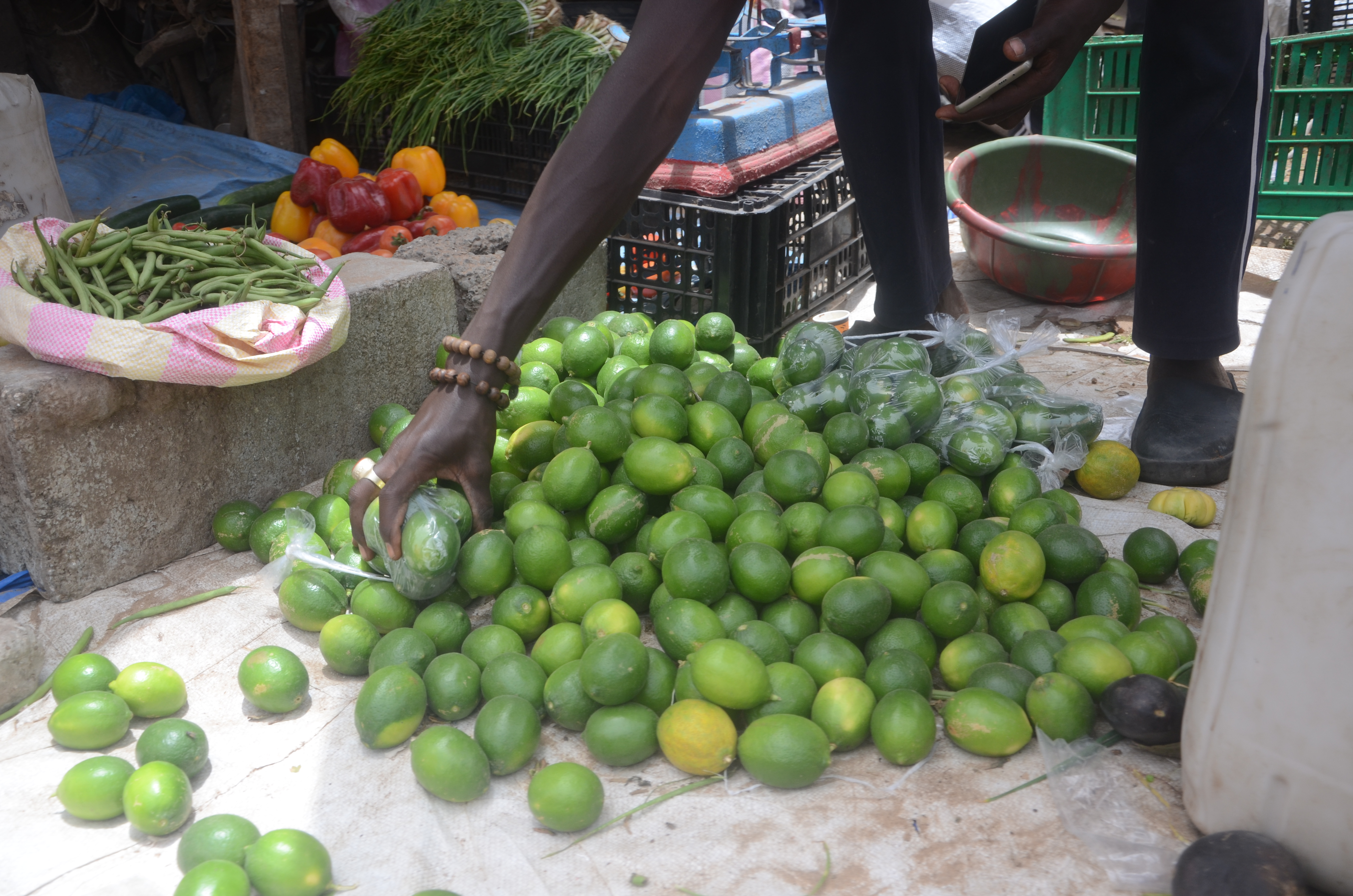
Citron du Sénégal , marché case ba Parcelles Assainies.
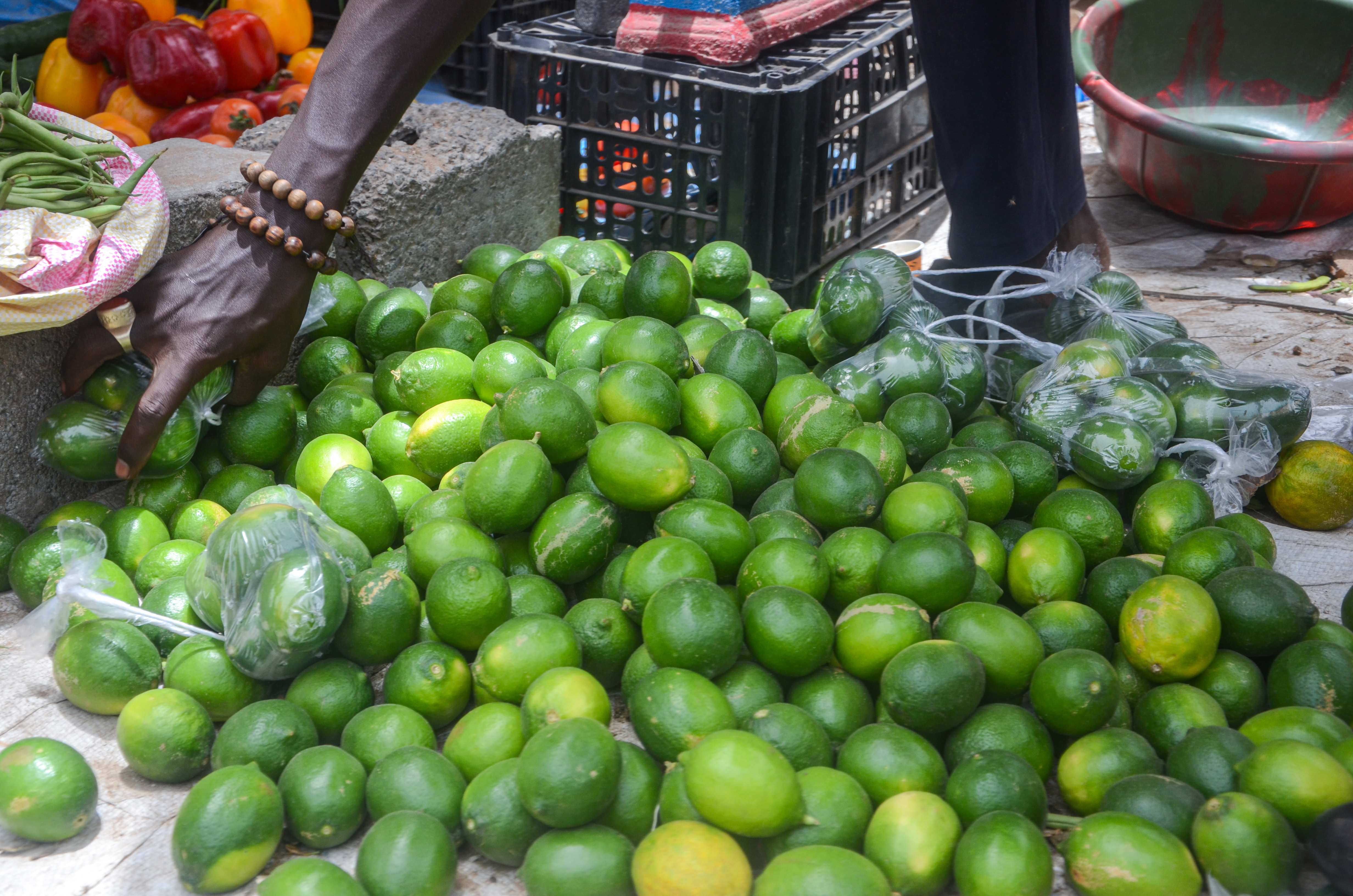
Citron du Sénégal
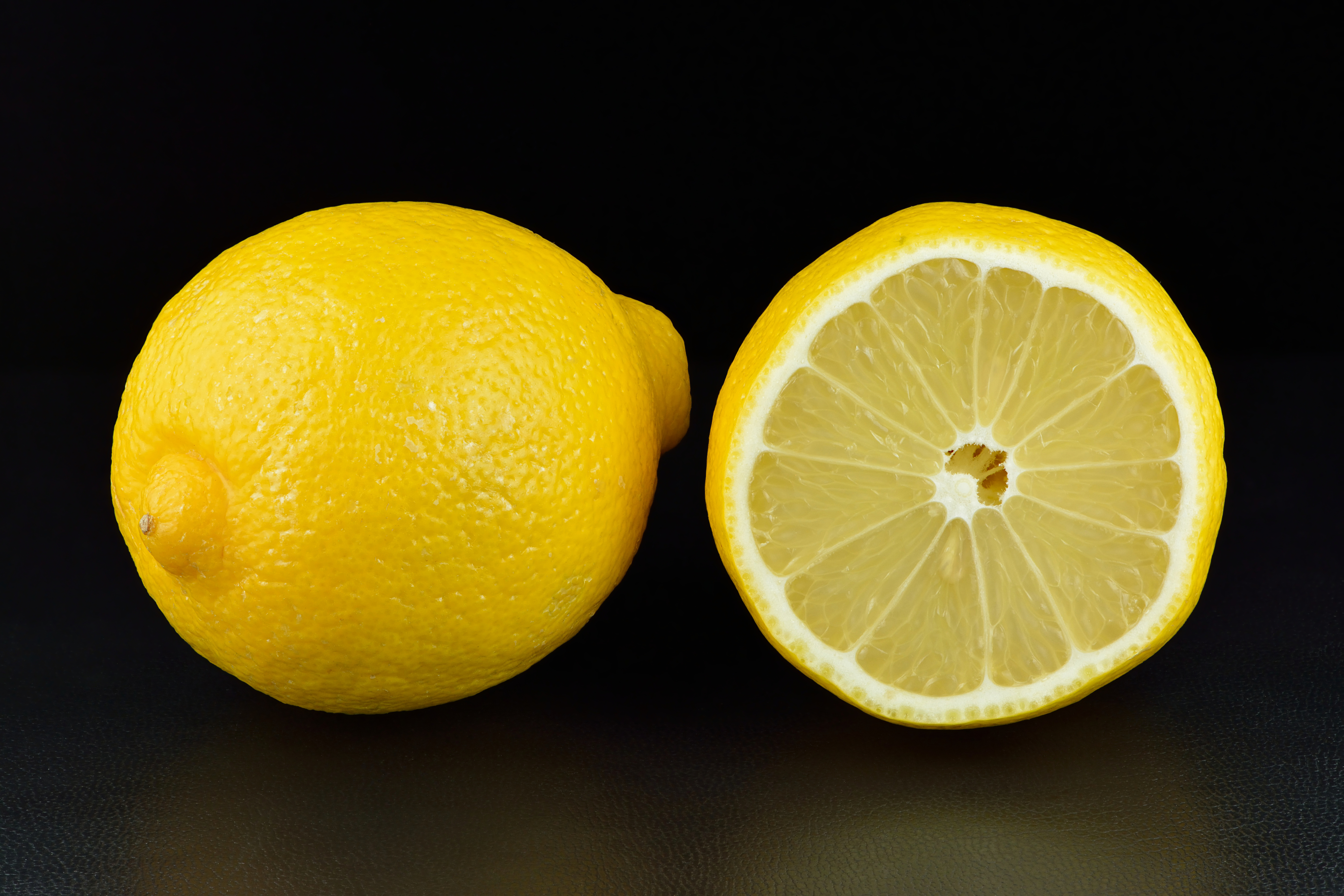
Citron.
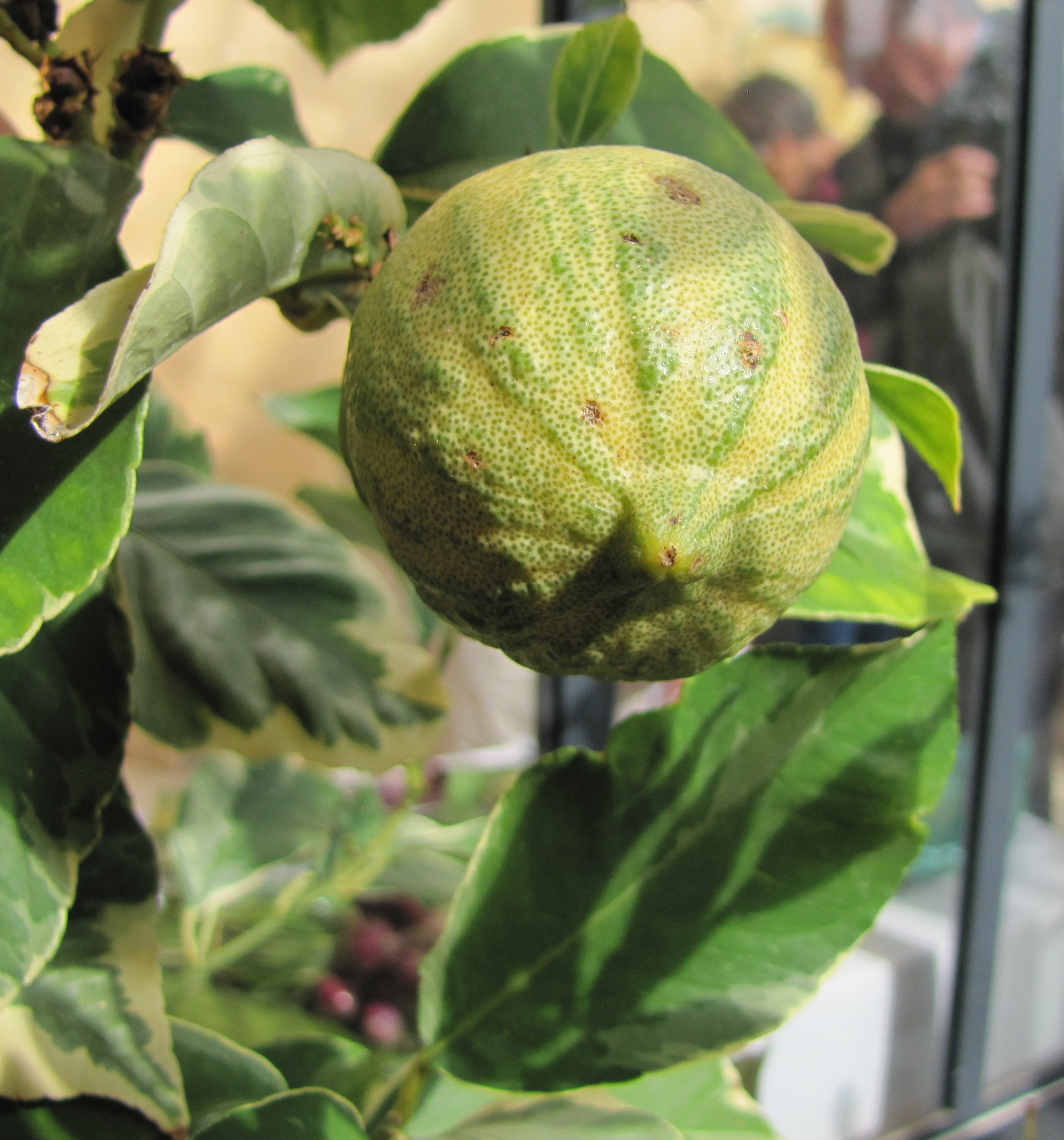
Citron panaché.

## Culture

### Sol et exposition
Originaire de régions tropicales (contreforts de l'Himalaya) où la pluviométrie atteint 1 000 à 2 000 mm/an, les citronniers aiment un sol toujours frais mais bien drainé. Leurs racines sont pour la plupart superficielles, et ils n'apprécient pas la présence d'herbes ou d'autres plantes qui leur font concurrence. Ils affectionnent les sols légèrement acides, ou neutres. Certains porte-greffes tolèrent les sols calcaires. Leur gourmandise en eau peut accélérer le lessivage des sols : il faut alors fertiliser.
Les citronniers affectionnent particulièrement le plein soleil. Ils ne craignent pas d'être exposés plein sud même par forte canicule. En revanche ils redoutent alors le vent qui pourrait les dessécher.

### Rusticité
On présente généralement le citronnier comme résistant à des températures d'environ −5 °C. Plus précisément, les effets du froid sur les citronniers sont les suivants (les températures sont données à titre indicatif, et peuvent varier de quelques degrés suivant la nature du sol, le vent, l'humidité, le porte greffe…).
- Jusqu'à −3 °C, la plante arrête simplement sa croissance et entre en repos végétatif ; ce repos est généralement favorable et permet une meilleure coloration des fruits, une plus grande concentration en sucres, ainsi qu'une meilleure reprise de la végétation au printemps. En revanche, le froid est néfaste s'il dure trop.
- Entre −4 °C et −6 °C, les jeunes pousses se flétrissent. Elles reprennent leur vigueur quand la température remonte, en quelques heures ou quelques jours, suivant la sévérité des gelées (plus la température est basse, et plus le flétrissement est durable).
- En dessous de −7 °C, les jeunes pousses se flétrissent puis après quelques semaines prennent un aspect desséché, puis meurent.
- Entre −8 °C et −10 °C : quelques semaines après le gel, les feuilles adultes se recroquevillent et se dessèchent en même temps que les jeunes pousses. La reprise se fait sur du bois d'autant plus vieux que le gel a été sévère. Elle a lieu généralement à partir du printemps suivant mais il peut s'écouler plus d'un an avant qu'elle n'ait lieu.
- En dessous de −11 °C : toutes les parties aériennes de la plante sont atteintes et la plante meurt généralement ; la reprise peut éventuellement se faire au niveau du sol, sur le tronc.

### Reproduction
Le citronnier ne se reproduit pas fidèlement par semis. Pour obtenir des fruits de qualité, on doit impérativement le greffer sur un porte-greffe adapté à la région de culture. En zone froide, on greffe sur Poncirus trifoliata qui est un agrume rustique. En zone chaude, on utilise de préférence Citrange carrizo (Citrus sinensis Poncirus trifoliata).

### Les cultivars

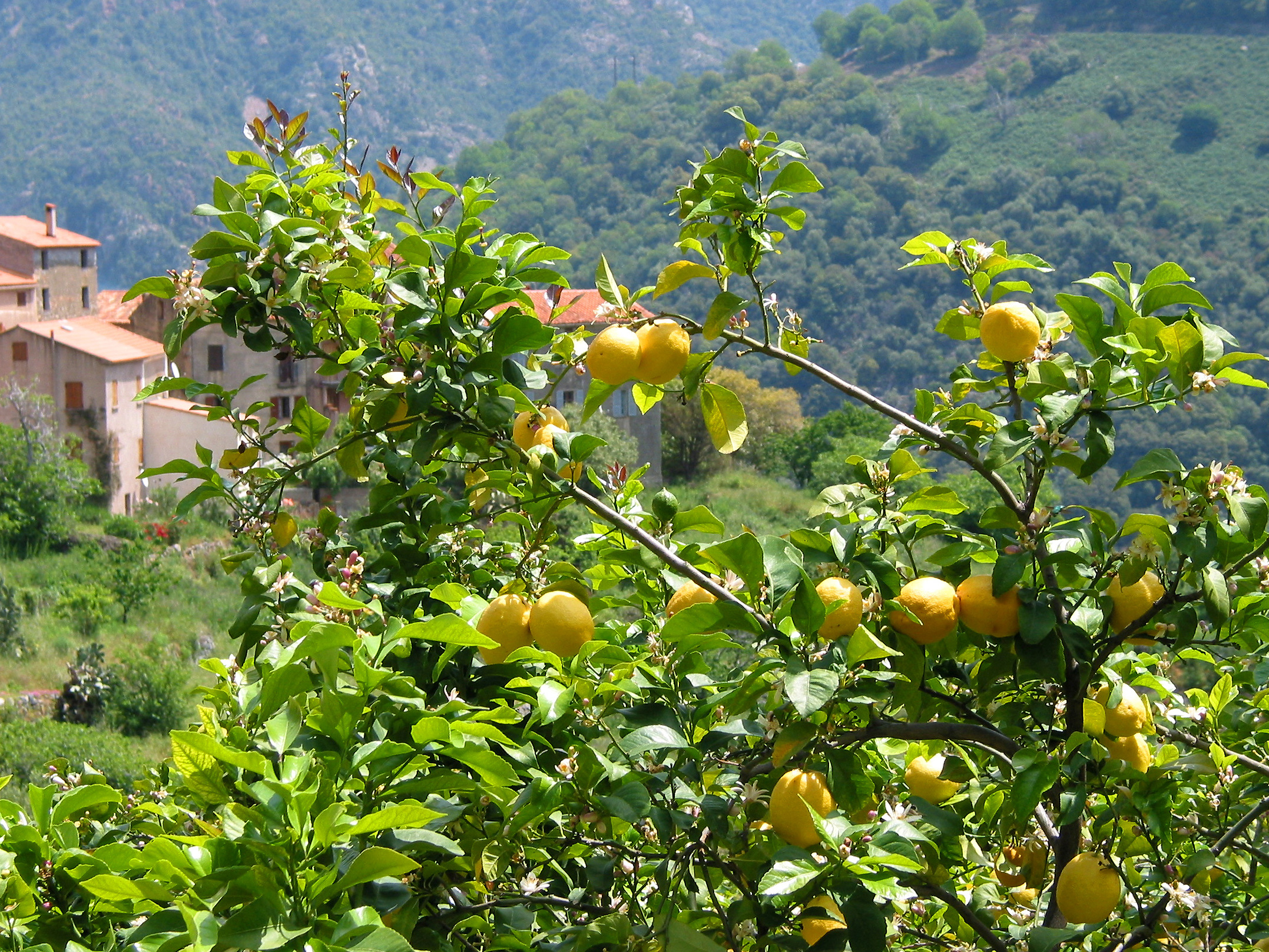
Citronnier d'Ota (Corse).

#### IGP
En France, la culture du citronnier est  localisée dans la région de Menton qui bénéfie de l'IGP Citron de Menton et en Corse. L'Italie avec le plus forte biodiversité de citronnier a les sept IGP suivantes : Citron de Syracuse, Limone di Sorrento, Limone di Rocca Imperiale, Limone Femminello del Gargano, Limone dell'Etna, Limone Costa d'Amalfi, Limone Interdonato Messina Jonica.

## Utilisation
- Le fruit du citronnier est le citron qui a divers usages alimentaires, essentiellement en tant qu'agrément, en jus ou pour son arôme très prononcé. La plupart des variétés produisent des fruits toute l'année.
- La feuille du citronnier est consommée en Espagne (Paparajotes).
- La macération du zeste dans l'alcool additionnée du sucre donne le Limoncello qui bénéficie d'une IGP.
- L'huile essentielle de citron est utilisée en aromathérapie.
- Un bois appelé « citronnier » est utilisé en ébénisterie, mais n'est pas issu de cette espèce. Il s'agit de Chloroxylon swietenia (en).

## Entretien

### Taille
- Plant d'allure fragile : cinq tailles après chaque récolte de mai à septembre. Les tiges sont coupées pour n’avoir que 20 cm de longueur.
- Plant vigoureux : une taille annuelle en fin d'hiver sur les branches qui ne sont pas orientées correctement et aération des zones se trouvant dans la partie interne de l’arbre[7].

### Observation de l'état du citronnier
Les feuilles du citronnier donnent les renseignements : 
1. Feuilles pointant vers le haut en été : insuffisance en eau.
2. Feuilles orientées vers le bas en été : excès en eau.
3. Feuilles noircies en hiver : coup de froid.
4. Feuilles qui pâlissent : manque d’engrais. Prévoir un apport d'engrais riche en potassium.
5. Feuilles qui tombent : indicateur d'un stress hydrique, dû à un surplus ou à une insuffisance d'arrosage[9].

### Fertilisation
On trouve dans le commerce des engrais pour les agrumes ; mais n'importe lequel riche en azote et potassium (ratios NPK de type 2-1-2) ainsi qu'en magnésium fait l'affaire. Une eau d'arrosage trop chlorée ou salée suscitera des désordres.
Un compost bien décomposé remplace avantageusement un engrais synthétique. Des engrais naturels comme le sangé séché, la corne broyée apportent de l'azote pour la croissance des plants. Le cendre de bois utilisée comme amendement apportera du potassium pour que les citrons grossissent.
On veillera à apporter de l'engrais régulièrement soit au moins une fois par trimestre, voire une fois par mois pendant les mois de forte croissance.
Un citronnier bien engraissé supportera mieux une légère exposition au froid qu'un autre en carence. En fin de saison avant l'hivernage il faut diminuer les apports en azote au profit d'engrais plus riches en potassium.

## Ennemis du citronnier
En culture, le citronnier est très sensible à une maladie cryptogamique, le mal secco, particulièrement dans les régions à hiver froid. La seule parade efficace consiste à choisir une variété résistante.
Le citronnier apprécie la mycorhization. Il faut donc préférer l'achat pour culture en pot de plants mycorhizés ou le faire au rempotage.
Les cochenilles et araignées rouges apprécient les atmosphères chaudes et sèches que l'on rencontre en hiver dans les appartements chauffés. On peut préventivement humecter le feuillage en y vaporisant plusieurs fois par semaine de l'eau non calcaire et non javellisée.
Une attaque d'acariens des bourgeons (invisibles à l’œil nu) Aceria sheldoni Ewing déformera les fruits.

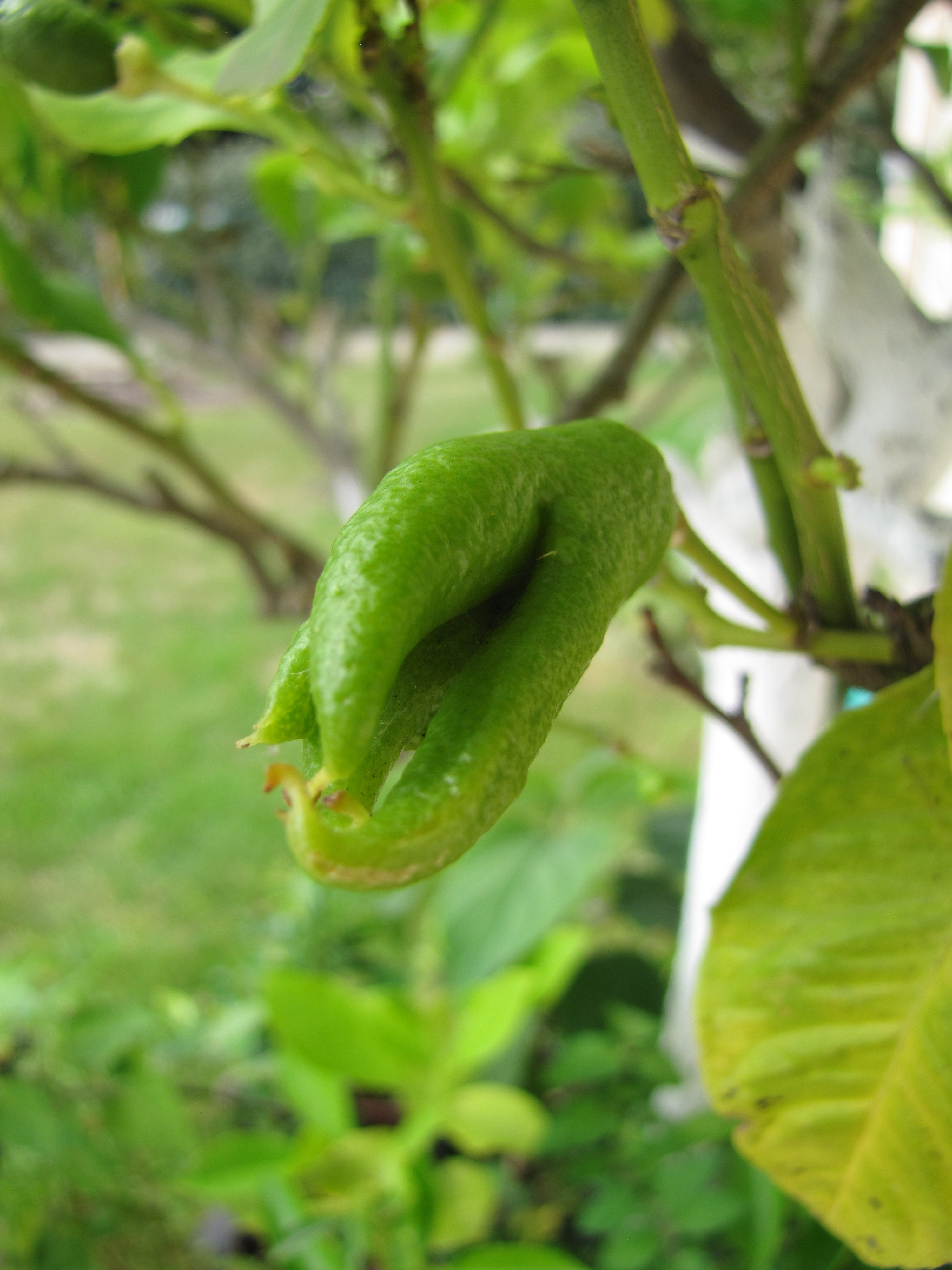
Dégâts acarien des bourgeons.
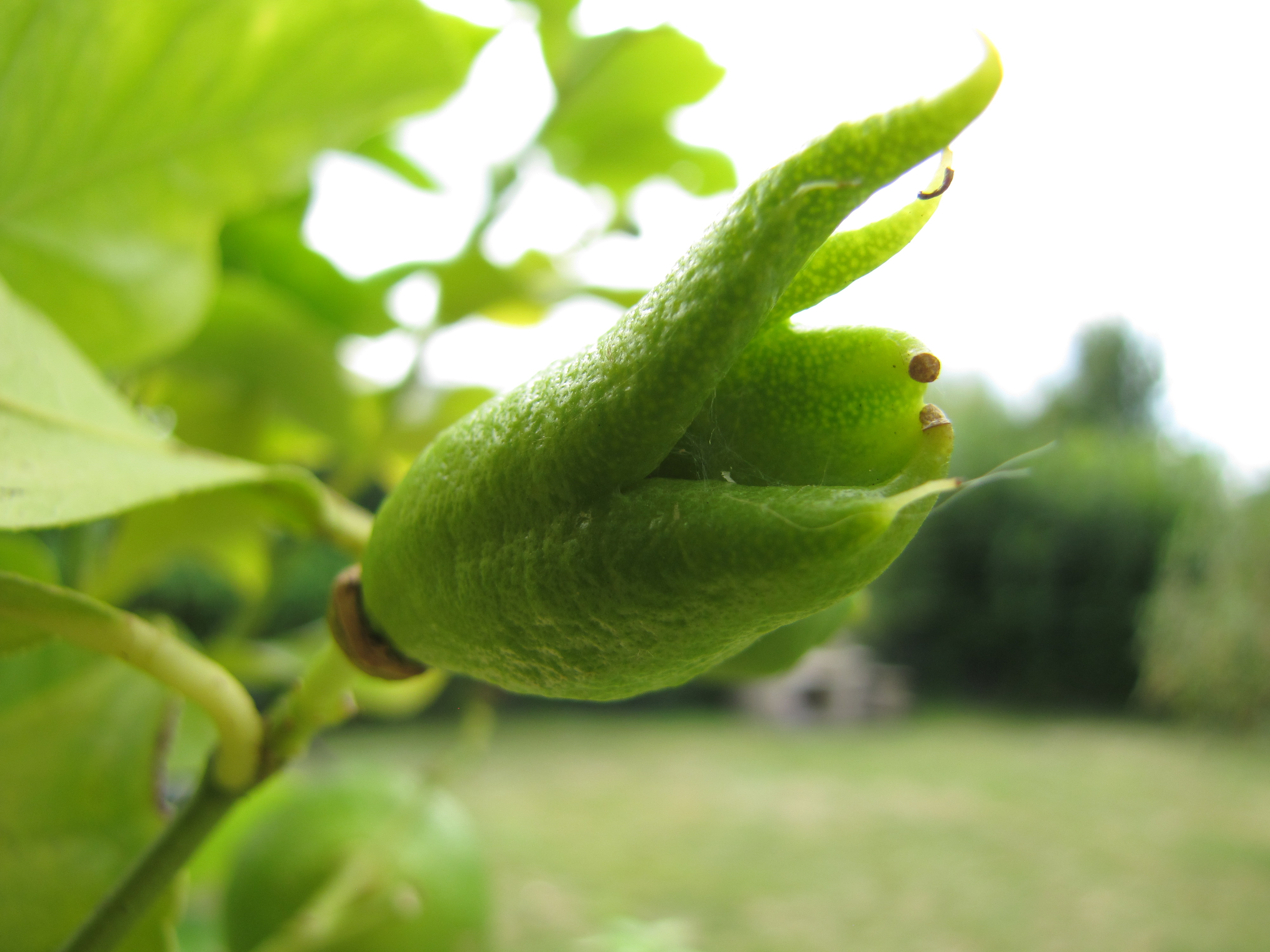
Citron déformé par acarien.
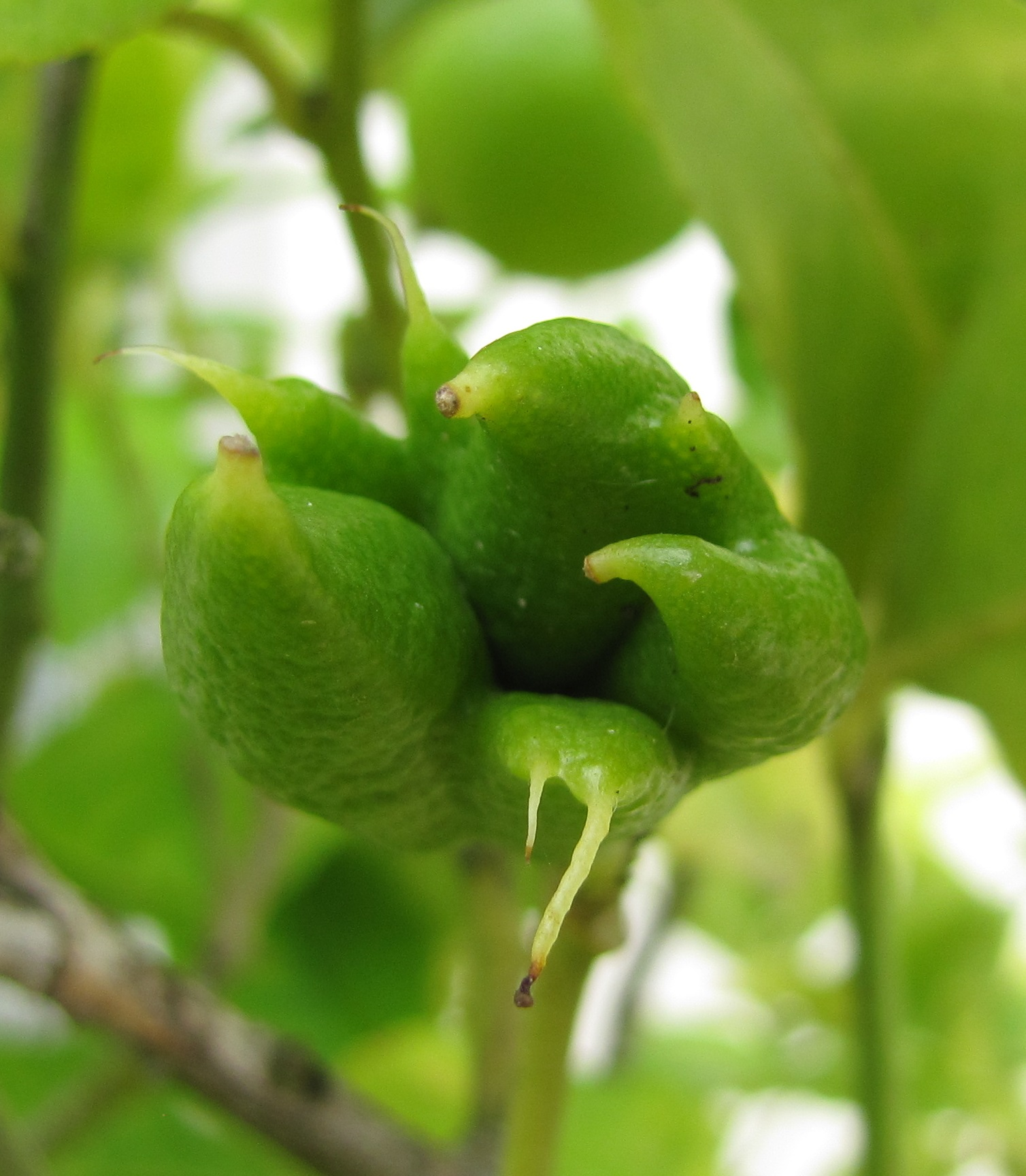
Attaque d'acariens des bourgeons.
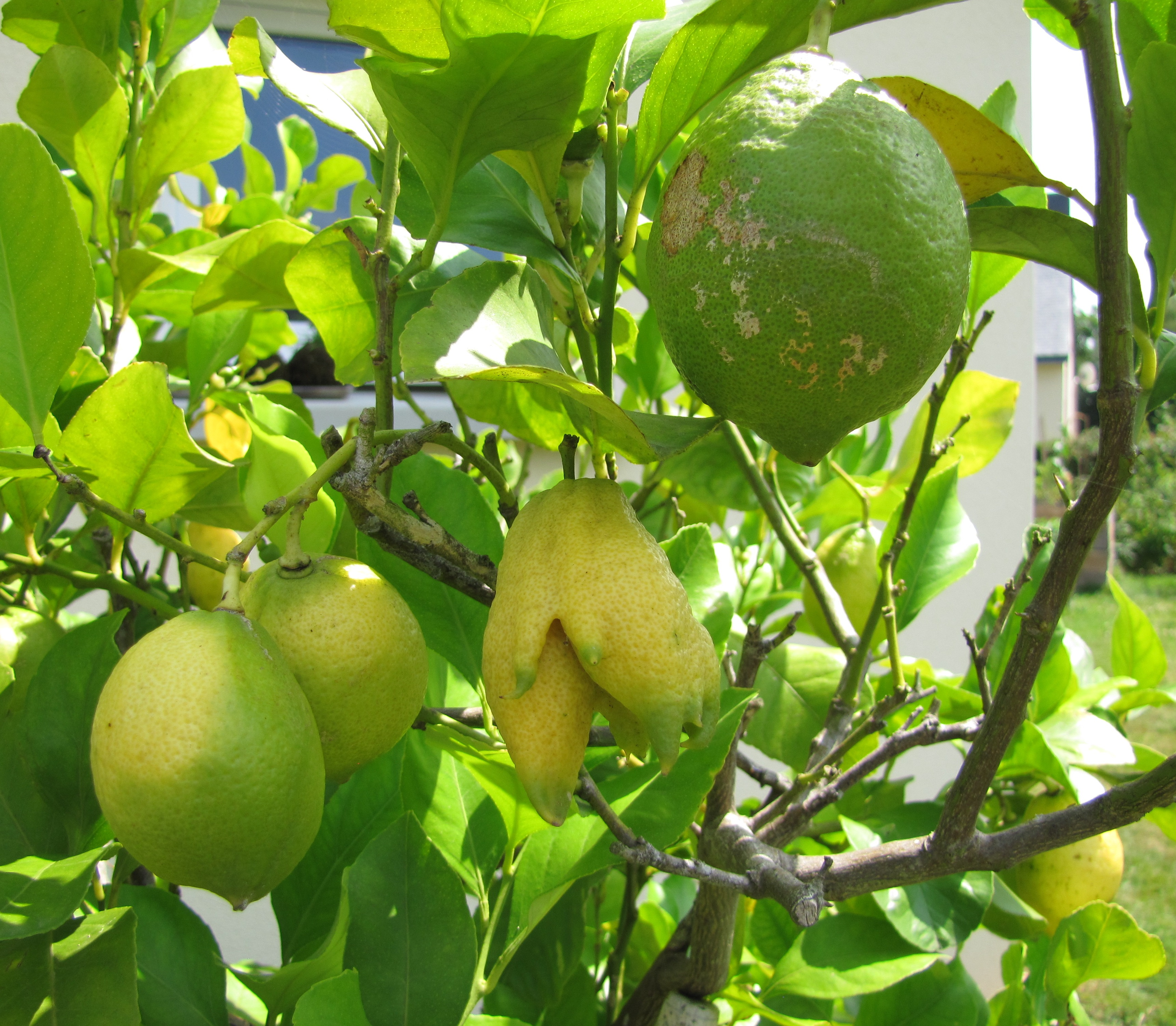
Citron déformé par acarien des bourgeons.

### Maladies et ravageurs

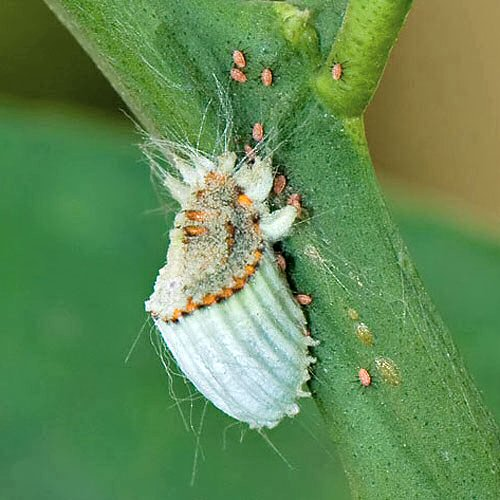
Cochenille sur un citronnier, et son ovisac crénelé.

#### Ravageurs
- La teigne du citronnier (Prays citri).
- Les pucerons : les feuilles s’enroulent et finissent par tomber[13].
- Les mouches blanches[13].
- Les acariens sont responsables de la présence de surfaces liégeuses sur la peau des citrons (plomb des citrons)[13].
- Cochenilles : forment un amas blanchâtre envahissant le feuillage[13].

#### Maladies
- Gommose[13].
- Moniliose : les citrons pourrissent sur l'arbre[14].
- Mal secco : dû à un champignon, Deuterophoma tracheiphila.